# Massimo Impieri
Massimo Impieri (Maratea, 24 giugno 1979 – Crotone, 7 luglio 2013) è stato un poliziotto italiano, insignito della medaglia d'oro al valor civile alla memoria.

## Biografia
Figlio dell'ex comandante della Polizia Stradale di Sapri, prestò servizio per alcuni anni nell'Esercito, passando poi nella Polizia di Stato.
Il 7 luglio 2013 stava intervenendo al km 133 della Strada statale 107 Silana Crotonese dove era avvenuto un incidente stradale. All'1:40 sopraggiunse ad alta velocità un'altra autovettura guidata da Salvatore Brescia che lo travolse, uccidendolo sul colpo. L'investitore si diede alla fuga, ma fu presto arrestato e sottoposto all'alcol-test, risultando positivo con un tasso alcolemico di 1,39 gr/l pari al doppio rispetto al consentito; in seguito fu condannato a 2 anni e 6 mesi di carcere.

### Ricordo
In suo onore sono state rinominate le caserme della Polizia stradale di Crotone e Messina-Boccetta.
La città di Sapri gli ha intitolato una strada nel 2019.